# Explorer (nave da crociera)
L'Explorer è stata una nave da crociera battente bandiera della Liberia, il primo bastimento di quel tipo utilizzato specificatamente per solcare le acque ghiacciate dell'Oceano Antartico. Fu la prima nave da crociera a naufragare lì, dopo aver colpito un iceberg il 23 novembre 2007. Tutti i passeggeri e l'equipaggio furono salvati.
La nave fu commissionata e gestita dall'esploratore svedese Lars-Eric Lindblad. La sua crociera di spedizione in Antartide del 1969 fu il precursore dell'odierno turismo marittimo in quella regione. La nave era originariamente chiamata Lindblad Explorer (fino al 1985) e Society Explorer (fino al 1992). Il proprietario dell'unità cambiò più volte e l'ultimo proprietario fu la compagnia di viaggi G.A.P. Adventures, con sede a Toronto, che acquisì l'Explorer nel 2004.
L'Explorer venne abbandonata nelle prime ore del 23 novembre 2007 dopo aver imbarcato acqua nei pressi alle Isole Shetland Meridionali nell'Oceano Australe, un'area solitamente tempestosa, ma in quel momento calma. La Marina cilena confermò che l'Explorer naufragò a una posizione approssimativa di 62° 24′ 0″ S, 57° 16′ 0″ W, tra le Shetland Meridionali e la Terra di Graham nello stretto di Bransfield, dove la profondità è di circa 600 m. La Royal Navy Antarctic Patrol Ship Endurance, mentre effettuava un rilevamento idrografico per il British Antarctic Survey e su richiesta dell'Ufficio degli esteri, del Commonwealth e dello sviluppo, in seguito individuò il luogo della carcassa dell'Explorer, a 62° 24′ 17.57″ S, 57° 11′ 46.49″ W (4.373 m dalla posizione di naufragio segnalata), ad una profondità approssimativa di 1.130 m. Ciò è sostanzialmente coerente con la direzione della corrente prevalente.

## Storia
L'Explorer fu commissionata da Lars-Eric Lindblad, un esploratore svedese-statunitense, detto Il pioniere dei tour di spedizioni esotiche, e costruita nel 1969 nel cantiere navale di Uusikaupunki (Finlandia) (in finlandese Uudenkaupungin telakka). La nave venne costruita per rimanere a galla con due compartimenti pieni d'acqua. La sua classe di ghiaccio finlandese-svedese originale era 1C, che è relativamente debole. Non è noto quando la competenza (o classe) del ghiaccio sia stata aumentata a 1A. La nave era originariamente chiamata Lindblad Explorer, in onore dell'armatore Lars-Eric Lindblad, e fu la prima nave da crociera di spedizione costruita su misura.
Il primo incidente degno di nota dell'Explorer avvenne quando si incagliò vicino a punta La Plaza, estremità dell'isola di re Giorgio, l'11 febbraio 1972; i suoi passeggeri, tra cui Lindblad, furono salvati dall'Armada de Chile. Fu rimorchiata a Buenos Aires (Argentina) e poi a Kristiansand (Norvegia) per le riparazioni. Dopo essere stata ribattezzata Lindblad Explorer, la nave si incagliò al largo dell'isola Wiencke nell'Antartico il 25 dicembre 1979. I 70 passeggeri e 34 membri dell'equipaggio furono salvati dalla nave ausiliaria Piloto Pardo della Marina cilena, lasciando il capitano e un equipaggio ridotto di 21 persone a bordo in attesa dell'arrivo di un rimorchiatore.
L'Explorer fu la prima nave da crociera a navigare nel passaggio a nord-ovest nel 1984. Fu coinvolta nel salvataggio dell'equipaggio di una nave da carico argentina nel 1989 che aveva colpito una sporgenza rocciosa al largo dell'isola Anvers (Antartide). Nel 1998 l'Explorer fu la prima nave a circumnavigare l'isola di James Ross e, nello stesso anno, si dice che sia stata la prima nave, distinta dalla barca fluviale, a navigare per 130 km oltre Iquitos (Perù), fino al punto in cui i fiumi Marañón e Ucayali si uniscono per formare il Rio delle Amazzoni.

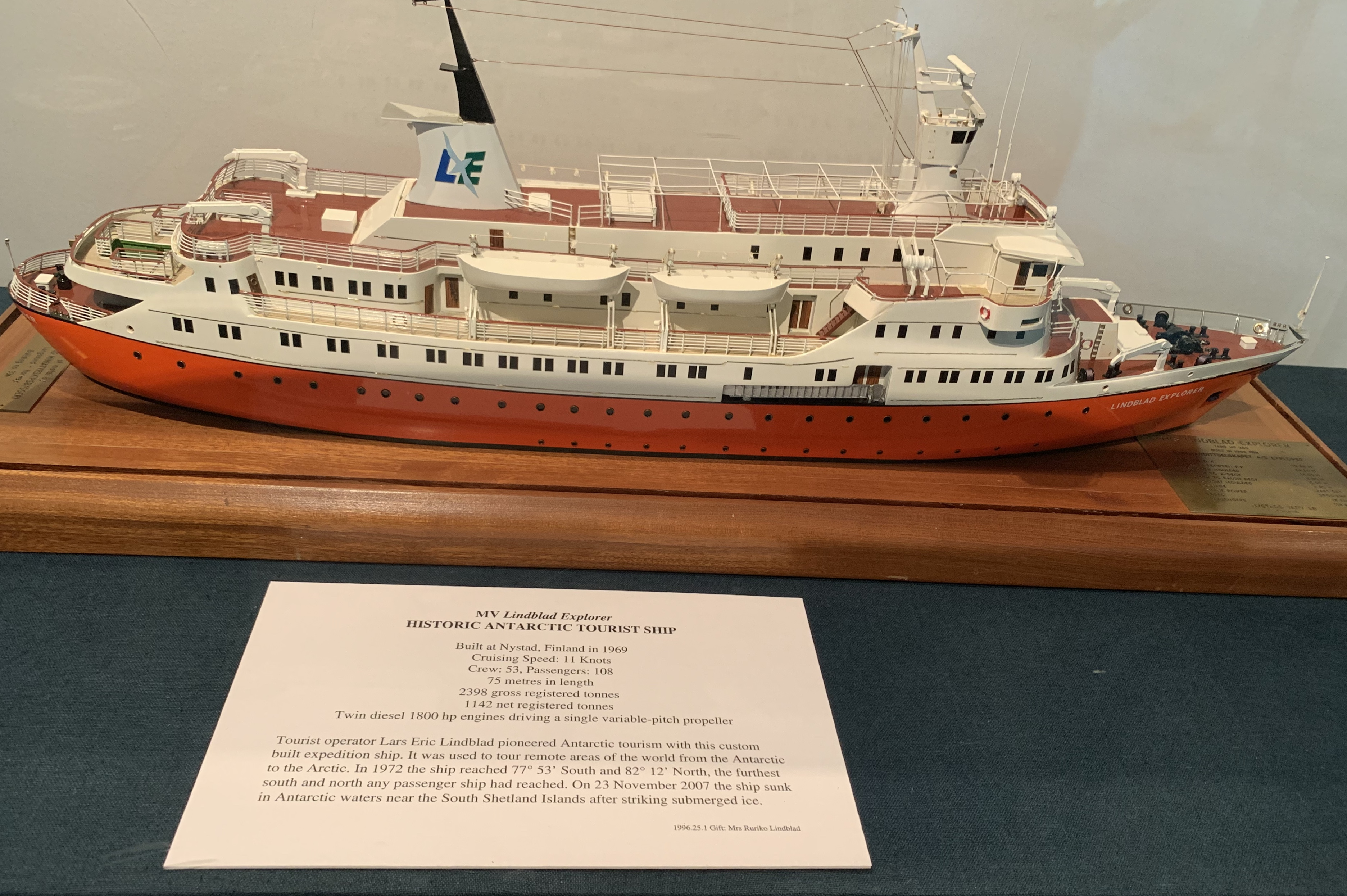
Vista laterale del modello in scala della Lindblad Explorer in mostra al Museo di Canterbury, Christchurch (Nuova Zelanda).

L'Explorer fu raffigurata su almeno due francobolli emessi dalla Georgia del Sud e su uno emesso dalle Isole Falkland. L'Explorer era soprannominata "la piccola nave rossa". Un modello in scala dell'Explorer è esposto al Museo di Canterbury (Christchurch).

### Naufragio
L'Explorer partì da Ushuaia (Argentina) l'11 novembre 2007 per una crociera di 19 giorni chiamata Spirit of Shackleton gestita da G.A.P., destinata a tracciare la rotta dell'esploratore del XX secolo Ernest Shackleton attraverso il canale di Drake (un'area tipicamente tempestosa con mare mosso). Dopo aver visitato le Isole Falkland e la Georgia del Sud, il 23 novembre 2007 colpì un iceberg nello stretto di Bransfield, nei pressi dell'isola di re Giorgio, nell'Oceano Antartico. L'iceberg colpito dall'Explorer provocò uno squarcio nello scafo che permise l'ingresso dell'acqua. L'Armada de la República Argentina dichiarò successivamente in una nota di aver osservato danni "significativi". Il rapporto ufficiale del naufragio annotava: "I danni subiti dovevano estendersi lungo la lunghezza della nave dalle cabine 308 a 314 per almeno una distanza di 3,6 metri, e, con ogni probabilità, avevano fori perforati e tranciati lungo il fasciame."
Alcuni passeggeri dell'Explorer riferirono di un forte "esplosione" al momento dell'impatto, anche se altri riferirono che non c'era stato alcun impatto evidente, o almeno niente di più del normale scricchiolio del ghiaccio sperimentato durante la navigazione in acque ghiacciate. Un passeggero segnalò acqua di mare nella propria cabina intorno alle 03:00 UTC. Alcuni rapporti indicavano anche che la nave era andata alla deriva contro un iceberg sul lato di dritta mentre l'equipaggio stava valutando i danni causati dall'impatto originale, anche sul lato di dritta della nave.

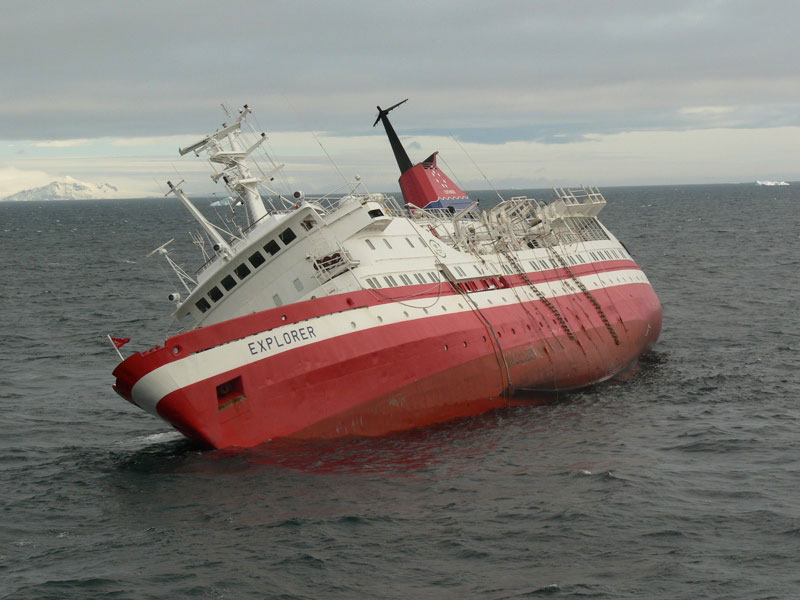
L'Explorer inclinata gravemente il 23 novembre 2007

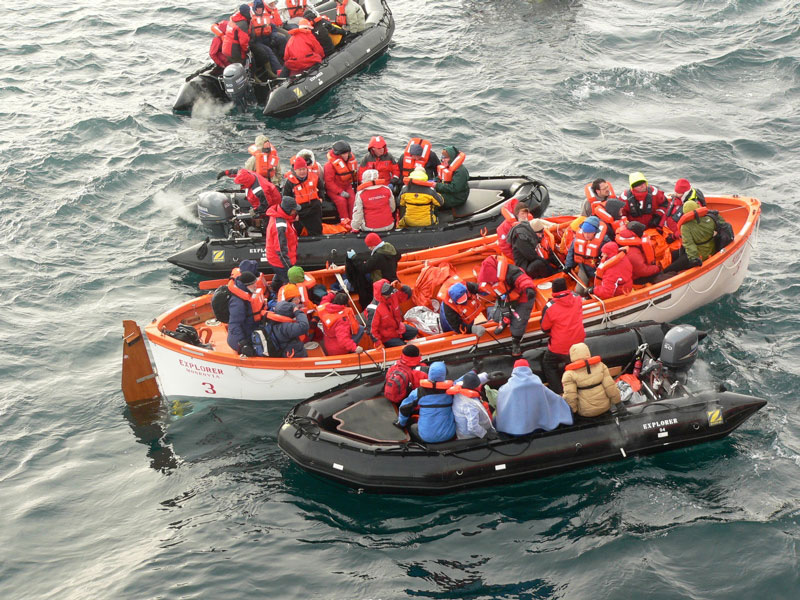
I passeggeri fuggono dall'Explorer

La nave lanciò un Mayday alle 04:24 UTC e le operazioni di salvataggio furono rapidamente coordinate dal DPA Peter Burman in Svezia che ha preso contatto direttamente con la Prefectura Naval Argentina e il Centro della Marina cilena per la ricerca e il soccorso. Il Cile inviò la rompighiaccio Almirante Óscar Viel e le vicine navi commerciali, tra cui la Ushuaia, la National Geographic Endeavour e la nave della Hurtigruten Nordnorge che all'epoca operava come nave da crociera passeggeri. Alle 07:30 UTC tutti i 91 passeggeri, 9 guide e 54 membri dell'equipaggio, provenienti da oltre 14 paesi, erano saliti sulle scialuppe di salvataggio dell'Explorer. Andarono alla deriva per 5 ore finché non furono raccolti dalla nave norvegese Nordnorge, che arrivò sulla scena intorno alle 10:00 UTC.
Tutte le persone soccorse dalla Nordnorge furono portate alla base presidente Eduardo Frei Montalva sull'isola di re Giorgio, da dove vennero successivamente trasportate da un aereo da trasporto Lockheed C-130 Hercules della Fuerza Aérea de Chile a Punta Arenas (Cile), in due voli separati: uno sabato 24 novembre e l'altro domenica 25 novembre. I passeggeri non portati a Punta Arenas (circa 70) furono portati alla base Artigas, gestita dall'Uruguay in Antartide. L'Explorer s'inabissò completamente alle 19:00 UTC, circa 20 ore dopo l'impatto iniziale e il danno allo scafo. Il suo relitto si trova a 62° 24′ 17.57″ S, 57° 11′ 46.49″ W.
L'Explorer venne progettata, come la maggior parte delle navi, con compartimenti che potessero essere sigillati da porte stagne. La nave non sarebbe naufragata se fosse stata forata e un compartimento fosse rimasto allagato, ma non sarebbe stata sicura se più compartimenti fossero stati allagati sia a causa di una fessura che attraversava i compartimenti che da una sigillatura imperfetta tra i diversi comparti. G.A.P. riferì che era presente una crepa in aggiunta al foro, ma non è chiaro se si estendeva su diversi compartimenti.
In un articolo pubblicato l'8 dicembre 2007, gli esperti ritennero che l'Explorer fosse "perfetto per la navigazione sui ghiacci" e affermarono che la spiegazione dell'inabissamento "non torna" e che "mancavano pezzi essenziali della storia".

## Indagine
L'indagine sulla scomparsa dell'Explorer venne condotta dall'Ufficio liberiano degli affari marittimi. Il rapporto sull'incidente fu pubblicato nell'aprile 2009. Il rapporto cita la decisione del capitano Bengt Wiman, di 49 anni, di entrare nel campo di ghiaccio sulla base delle sue conoscenze e informazioni disponibili all'epoca come motivo principale per cui l'Explorer fu gravemente danneggiato. "Aveva l'errata impressione che stava incontrando il ghiaccio del primo anno, che in realtà, come indicato dal rapporto della Marina cilena, era ghiaccio terrestre molto più duro."
I passeggeri riferirono di aver visto vernice rossa sul ghiaccio in transito meno di trenta minuti prima della segnalazione dell'allagamento, un'altra indicazione che la nave stava attraversando ghiaccio compatto e duro. Il comandante dell'Explorer aveva molta esperienza nelle acque baltiche, ma non aveva familiarità con il tipo di ghiaccio che incontrava nelle acque antartiche. L'ufficiale investigativo del rapporto non riuscì a convincere G.A.P. che era loro responsabilità recuperare il registratore dei dati di viaggio della nave, dopo che il comandante non riuscì a garantire il suo trasferimento dalla nave nonostante gli fosse stato ricordato di farlo. Il rapporto rileva inoltre che, dato che il personale G.A.P. "svolgeva la funzione di membro dell'equipaggio", avrebbe dovuto ricevere "la formazione e i documenti di sicurezza richiesti come marittimi".
Il rapporto elogia l'operato del comandante e dell'equipaggio nell'organizzazione e nell'evacuazione dei passeggeri e rileva che probabilmente le vite furono salvate grazie alle azioni di queste persone.